# Ogier el Danés
Ogier el Danés (en francés: Ogier de Danemarche c. 780-807) también Holger Haraldson es un personaje legendario que aparece por primera vez en un cantar de gesta escrito en francés antiguo, en el conjunto de poemas Geste de Doon de Mayence o Los cuatro hijos de Aymón. Pese a su figura legendaria, se le ha identificado en Europaische Stammtafeln como Holger Danske, hijo de Harald, segundo rey de Haithabu, muerto en combate en el mar de Irlanda, y hermano de Halfdan de Frisia.

## Posible base histórica
El cronista danés del siglo XII Saxo Grammaticus no menciona a este personaje en su Gesta Danorum y Ogier no está relacionado con ningún hecho histórico en Dinamarca. Sin embargo, hay una crónica del monasterio de San Martín en Colonia que asegura que el monasterio fue saqueado por los sajones en 778, y que fue reconstruido por un tal «Olgerus Daniae dux», con la ayuda de Carlomagno.

## Cantares de gesta
Ogier hace su primera aparición en el Cantar de Roldán del siglo XI y después en unas crónicas de rimas del siglo XII al XIV, donde su vida es detalladamente relatada en varias aventuras.
De acuerdo a la versión de la leyenda, es hijo de Godofredo, rey de Dinamarca. En La Chevalerie Ogier de Danemarche, tiene un hijo que fue asesinado por Carlos el Joven, hijo de Carlomagno. Como venganza, Ogier buscó y dio muerte a Carlos el Joven, pero a duras penas evitó asesinar a Carlomagno. Estuvo enfrentado con Carlomagno durante siete años, pero hizo las paces con él para luchar a su lado contra los sarracenos, de modo que en una batalla consiguió matar al gigante Brehus.
Ogier el Danés tenía una espada llamada Curtana que, de acuerdo a la leyenda, llevaba la inscripción Mi nombre es Cortana, del mismo acero y temple que la Joyosa y Durandarte.

## Escandinavia
Es posible que se hiciese conocido en Escandinavia en el siglo XV a través de la traducción de la saga carolingia de la materia de Francia, pero rápidamente se volvió popular y fue retratado en pinturas del siglo XV en dos iglesias de Dinamarca y Suecia.
En 1515, Kristiern Pedersen vivía en París y tradujo al danés una novela en prosa basada en las crónicas de poemas Olger Danskes krönike, que se imprimió en 1534. Pedersen presenta a Ogier como el hijo de un rey danés llamado Godfred que abandona a Ogier como rehén de Carlomagno. Esta traducción pronto se hizo popular en Dinamarca.
Como Federico Barbarroja, San Wenceslao y el rey Arturo, en la leyenda danesa Ogier se convierte en un rey en la montaña; se dice que mora en el castillo de Kronborg, su barba creció hasta tocar el suelo, para dormir ahí hasta un momento en que Dinamarca esté en peligro mortal; llegada la ocasión, se levantará y salvará a la nación. El grupo de resistencia danés más grande en la Segunda Guerra Mundial fue llamado Holger Danske en honor a la leyenda.
En algunas versiones, Morgana le lleva a la isla de Ávalon, de la cual regresa para salvar a Francia doscientos años después. Según las guías turísticas del Castillo de Kroborg, la leyenda sostiene que Ogier se sentó en su ubicación actual después de andar todo el camino desde Francia, una vez concluidas sus batallas allí.
La ópera de 1789 Holger Danske, compuesta por Friedrich Ludwig Æmilius Kunzen (1761-1817) y con un libreto de Jens Immanuel Baggesen, tuvo un impacto considerable en el nacionalismo danés de finales del siglo XVIII. Esto engendró una disputa literaria sobre el personaje de Holger, que reveló la creciente insatisfacción entre la población danesa sobre la influencia alemana en la sociedad danesa. Entre otros, el intelectual danés Peter Andreas Heiberg se unió a la disputa escribiendo una versión satírica titulada Holger Tyske («Holger el Alemán»), ridiculizando así la obra de Baggesen.

## Trabajos modernos
La novela fantástica de Poul Anderson Tres Corazones y Tres Leones recoge estas leyendas, introduciéndoles ciertos cambios. Su protagonista Holger Carlsen (un miembro de la resistencia danesa) es transportado a una historia alternativa donde la materia de Francia es real. Finalmente descubre que él es Ogier el Danés, enviado a nuestro universo para quitarse del conflicto entre humanos y hadas en ese otro.